# Bruno Marie-Rose
Bruno Marie-Rose, né le 20 mai 1965 à Bordeaux, est un ancien athlète français, pratiquant le sprint. Il a détenu deux records du monde, le 4 x 100 m et le 200 mètres en salle.
Après sa carrière, il devient dirigeant sportif. Il est président de la Ligue nationale d'athlétisme de 2009 à 2018. Depuis 2018, il est directeur de la technologie et des systèmes d'information au sein du comité d'organisation des Jeux olympiques et paralympiques d'été de 2024.

## Biographie
Ses parents, étudiants martiniquais, se rencontrent à la fac de Bordeaux. Bruno Marie-Rose a été élève du lycée Faidherbe de Lille, et est diplômé de l'INSA Lyon promotion 1988.
Il était licencié au Racing club de France.
Il joue d'abord au basket, puis à 16 ans, il bascule progressivement vers le sprint et remporte le titre national sur 100 m en cadets puis il devient champion de France alors qu'il est encore junior.
Il participe aux Jeux de 1984 au 100 m et 4x100m où il atteint la finale.
En 1987, il devient recordman du monde du 200m en salle.
Aux Jeux de 1988, il gagne avec ses coéquipiers la médaille de bronze du 4x100 mètres.
Le 1er septembre 1990, aux Championnats d'Europe à Split, il s'impose dans le relais 4 × 100 m en 37 s 79 (nouveau record du monde). Le relais était composé de Max Morinière, Daniel Sangouma et Jean-Charles Trouabal. Leur record fut battu le 7 août 1991.
En avril 1992, opéré au tendon, il réalise les minima olympiques du 100 mètres et 200 mètres à quelques jours de la clôture des inscriptions. Sélectionné, il part pour les Jeux de Barcelone. Sur place, le Directeur Technique National lui annonce la veille de sa course qu'il ne figurera pas sur la liste des inscrits. Il ne peut alors que s'aligner pour le 4x100, mais toute l'équipe du 4x100m est déstabilisée et finit 5e des demi-finales. À la suite de cet incident et des conflits avec la fédération qui en découleront, il arrête sa carrière à 28 ans.
Il est le premier vice-président de la Ligue nationale d'athlétisme lorsqu'elle a été créée en 2006.
Stéphane Diagana ne sollicitant pas de nouveau mandat de président de la Ligue nationale d'athlétisme (LNA), Bruno Marie-Rose lui succède le 25 avril 2009. L'ancien sprinteur occupait le poste de vice-président depuis le lancement de la LNA, en 2007.
En 2018, il intègre le comité d'organisation des Jeux olympiques et paralympiques d'été de 2024 en tant que directeur de la technologie et des systèmes d'information. Il abandonne par la même occasion la présidence de la LNA dont le statut change pour devenir partie intégrante de la fédération.
Il est élevé au grade de chevalier de la Légion d'honneur le 14 juillet 2019.

## Records
- Recordman du monde du 200 m en salle en 1987, en 20 s 36
- Recordman du monde sur relais 4 × 100 m en 1990 en 37 s 79
- Recordman de France du 60 m en salle en 1987, en 6 s 56
- Recordman de France junior du 100 m en 1984, en 10 s 39, puis 10 s 29

## Palmarès
- Champion d'Europe en salle sur 200 m en 1987
- Champion d'Europe sur relais 4 × 100 m en 1990
- Médaille d'or au relais 4 × 100 m aux Jeux de la Francophonie en 1989
- Champion de France sur 100 m en 1984 et 1989
- Champion de France sur 200 m en 1986 et 1987
- Champion de France en salle sur 60 m en 1989 et 1990
- Champion de France en salle sur 200 m en 1986 et 1987

- Vice-champion du monde en salle du 200 m en 1987
- Vice-champion du monde sur relais 4 × 100 m en 1991
- Médaille d'argent aux Jeux de la Francophonie sur 100 m en 1989
- Médaille d'argent aux Jeux de la Francophonie sur 200 m en 1989

- Médaille de bronze aux championnats d'Europe sur 100 m en 1986
- Médaille de bronze aux Jeux olympiques de 1988 au relais 4 × 100 m

- Champion des champions français L'Équipe (avec Max Morinière, Jean-Charles Trouabal et Daniel Sangouma) en 1990

## Distinctions
- Chevalier de la Légion d'honneur (décret du 13 juillet 2019)[7]
- Chevalier de l'ordre national du Mérite (1989)
  - Bruno Marie-Rose est promu, le 29 janvier 2025, au grade d'officier de l'ordre national du Mérite, au titre de « directeur de la technologie et des systèmes d'information au Comité d'organisation des jeux Olympiques et Paralympiques de Paris 2024, ancien athlète ». Il est fait chevalier le 26 octobre 1989[8].